# Astragalus koelzii
Astragalus koelzii es una especie de planta del género Astragalus, de la familia de las leguminosas, orden Fabales.

## Distribución
Astragalus koelzii se distribuye por Irán.

## Taxonomía
Fue descrita científicamente por Barneby. Fue publicada en Brittonia 26(2): 113, nom. nov. (1974).